# The Unwelcome Mrs. Hatch
Pour plus de détails, voir Fiche technique et Distribution.
The Unwelcome Mrs. Hatch est un film muet américain réalisé par Allan Dwan et sorti en 1914.

## Fiche technique
- Titre : The Unwelcome Mrs. Hatch
- Réalisation : Allan Dwan
- Scénario : Allan Dwan, d'après une pièce de Mrs. Burton Harrison
- Genre : Film dramatique
- Production : Famous Players Film Company
- Distribution : Paramount Pictures
- Date de sortie :
  - États-Unis : 10 septembre 1914

## Distribution
- Henrietta Crosman : Mrs. Hatch
- Walter Craven : Richard Lorimer
- Lorraine Huling : Gladys Lorimer
- Minna Gale : Mrs. Lorimer
- Harold Lockwood : Jack Adrian
- Paul Trevor : Harry Brown
- Gertrude Norman : la vieille Agnès